# Trachyphyllum borgenii
Trachyphyllum borgenii är en bladmossart som beskrevs av Brotherus 1907. Trachyphyllum borgenii ingår i släktet Trachyphyllum och familjen Entodontaceae. Inga underarter finns listade i Catalogue of Life.